# Хшонстово (Накельський повіт)
Хшонстово (пол. Chrząstowo, нім. Gernheim) — село в Польщі, у гміні Накло-над-Нотецем Накельського повіту Куявсько-Поморського воєводства.
Населення — 464 особи (2011).
У 1975-1998 роках село належало до Бидгощського воєводства.

## Демографія
Демографічна структура станом на 31 березня 2011 року:
|          | Загалом | Допрацездатний вік | Працездатний вік | Постпрацездатний вік |
| -------- | ------- | ------------------ | ---------------- | -------------------- |
| Чоловіки | 223     | 63                 | 142              | 18                   |
| Жінки    | 241     | 60                 | 142              | 39                   |
| Разом    | 464     | 123                | 284              | 57                   |